# Liste des US Routes dans le District de Columbia
Les US Routes dans le District de Columbia font partie du réseau des US Routes. Celles-ci sont entretenues par le District Department of Transportation (DDOT). 

## Liste
| Numéro    | Longueur (mi) | Longueur (km) | Terminus sud / ouest                                   | Terminus nord / est                          | Créée | Notes |
| --------- | ------------- | ------------- | ------------------------------------------------------ | -------------------------------------------- | ----- | ----- |
| US 1      | 7,00          | 11,30         | I-395 / US 1 à la frontière de la Virginie à Southwest | US 1 à la frontière du Maryland à Northeast  | 1926  |       |
| US 1 Alt. | 6,80          | 10,90         | Pennsylvania Ave / 6th St NW (US 1) à Judiciary Square | US 1 à la frontière du Maryland à Northeast  | 1926  |       |
| US 29     | 8.6           | 13.8          | US 29 à la frontière de la Virginie à Northwest        | US 29 à la frontière du Maryland à Northwest | 1926  |       |
| US 50     | 7.7           | 12.4          | I-66 / US 50 à la frontière de la Virginie à Northwest | US 50 à la frontière du Maryland à Northeast | 1926  |       |
|           |               |               |                                                        |                                              |       |       |